# KO-D6人タッグ王座
KO-D6人タッグ王座（ケー・オー-ディーろくにんタッグおうざ）は、DDTプロレスリングが管理、認定している王座。「KO-D」は「King of DDT」の略。

## 歴史
2013年1月12日、DDTプロレスリング西区民センター大会で行われた初代王座決定6人タッグトーナメントに優勝した入江茂弘&石井慧介&高尾蒼馬組が初代王者になった。

## 歴代王者
| 歴代   | タッグチーム                                                                            | 戴冠回数 | 防衛回数 | 獲得日付       | 獲得場所 （対戦相手・その他）                      |
| ------ | --------------------------------------------------------------------------------------- | -------- | -------- | -------------- | -------------------------------------------------- |
| 初代   | チーム・ドリーム・フューチャーズ （入江茂弘&石井慧介&高尾蒼馬）                         | 1        | 0        | 2013年1月12日  | 西区民センター                                     |
| 第2代  | モンスターアーミー （火野裕士&佐々木大輔&アントーニオ本多）                             | 1        | 2        | 2013年1月27日  | 後楽園ホール                                       |
| 第3代  | ゴールデン☆らんでぶぅ〜 （飯伏幸太&ケニー・オメガ&伊橋剛太）                            | 1        | 0        | 2013年5月26日  | 広島県立広島産業会館東館                           |
| 第4代  | モンスターアーミー （火野裕士&星誕期&アントーニオ本多）                                 | 1        | 0        | 2013年6月23日  | 後楽園ホール                                       |
| 第5代  | 一千万ゲイパワーズ （男色ディーノ&大石真翔&佐々木健介）                                 | 1        | 0        | 2013年7月21日  | 後楽園ホール                                       |
| 第6代  | 高木三四郎&大鷲透&曙                                                                    | 1        | 2        | 2013年8月18日  | 両国国技館                                         |
| 第7代  | チームホモサピエンス （男色ディーノ&大石真翔&アジャコング）                             | 1        | 1        | 2013年12月23日 | 後楽園ホール                                       |
| 第8代  | チーム・ドリーム・フューチャーズ （入江茂弘&石井慧介&高尾蒼馬）                         | 2        | 1        | 2014年2月23日  | 後楽園ホール                                       |
| 第9代  | ゴールデン☆ストームライダーズ （飯伏幸太&ケニー・オメガ&佐々木大輔）                    | 1        | 1        | 2014年4月12日  | ふれあいキューブ                                   |
| 第10代 | 酒呑童子 （KUDO&マサ高梨&坂口征夫）                                                     | 1        | 1        | 2014年5月4日   | エル・パーク仙台ギャラリーホール                   |
| 第11代 | ハッピーモーテル （アントーニオ本多&竹下幸之介&遠藤哲哉）                               | 1        | 0        | 2014年7月13日  | 東成区民センター                                   |
| 第12代 | 酒呑童子 （KUDO&マサ高梨&坂口征夫）                                                     | 2        | 0        | 2014年7月20日  | 後楽園ホール                                       |
| 第13代 | チーム・ドリーム・フューチャーズ （入江茂弘&石井慧介&高尾蒼馬）                         | 3        | 2        | 2014年8月17日  | 両国国技館                                         |
| 第14代 | T2ひー （高木三四郎&大鷲透&平田一喜）                                                   | 1        | 1        | 2014年9月28日  | 後楽園ホール                                       |
| 第15代 | ゴージャス松野&バラモン・シュウ&バラモン・ケイ                                          | 1        | 2        | 2014年11月30日 | 後楽園ホール                                       |
| 第16代 | 酒呑童子 （KUDO&マサ高梨&坂口征夫）                                                     | 3        | 0        | 2015年2月15日  | さいたまスーパーアリーナコミュニティアリーナ       |
| 第17代 | チーム・ドリーム・フューチャーズ （入江茂弘&石井慧介&高尾蒼馬）                         | 4        | 0        | 2015年3月1日   | 港区民センター                                     |
| 第18代 | 酒呑童子 （KUDO&マサ高梨&坂口征夫）                                                     | 4        | 0        | 2015年3月21日  | ふれあいキューブ                                   |
| 第19代 | チーム・ドリーム・フューチャーズ （入江茂弘&石井慧介&高尾蒼馬）                         | 5        | 5        | 2015年4月11日  | 北九州パレス                                       |
| 第20代 | #大家帝国 （大家健&スーパー・ササダンゴ・マシン&男色ディーノ）                          | 1        | 1        | 2015年9月27日  | 後楽園ホール                                       |
| 第21代 | T2ひー （高木三四郎&大鷲透&平田一喜）                                                   | 2        | 1        | 2015年11月22日 | 広島県立広島産業会館東館                           |
| 第22代 | #大家帝国 （KENSO&スーパー・ササダンゴ・マシン&男色ディーノ）                           | 1        | 0        | 2016年1月3日   | 後楽園ホール                                       |
| 第23代 | T2ひー （高木三四郎&大鷲透&平田一喜）                                                   | 3        | 0        | 2016年2月7日   | 川口産業技術総合センター                           |
| 第24代 | 勝俣瞬馬&樋口和貞&岩崎孝樹                                                              | 1        | 2        | 2016年2月28日  | 後楽園ホール                                       |
| 第25代 | チーム・ドリーム・フューチャーズ （入江茂弘&石井慧介&高尾蒼馬）                         | 6        | 1        | 2016年5月15日  | 名古屋国際会議場イベントホール 返上                |
| 第26代 | DAMNATION （佐々木大輔&遠藤哲哉&マッド・ポーリー）                                      | 1        | 1        | 2016年8月6日   | ふれあいキューブ 高梨将弘&坂口征夫&梅田公太        |
| 第27代 | 酒呑童子 （KUDO&高梨将弘&坂口征夫）                                                     | 5        | 2        | 2016年12月11日 | 博多スターレーン                                   |
| 第28代 | 樋口和貞&岩崎孝樹&渡瀬瑞基                                                              | 1        | 1        | 2017年1月22日  | ベストウェスタンレンブラントホテル東京町田         |
| 第29代 | NωA （大石真翔&勝俣瞬馬&MAO）                                                           | 1        | 3        | 2017年3月20日  | さいたまスーパーアリーナ                           |
| 第30代 | 酒呑童子 （KUDO&坂口征夫&高梨将弘）                                                     | 6        | 3        | 2017年6月25日  | 後楽園ホール 返上                                  |
| 第31代 | ALLOUT （竹下幸之介&彰人&ディエゴ）                                                     | 1        | 1        | 2017年11月2日  | 新木場1stRING 佐々木大輔&石川修司&マッド・ポーリー |
| 第32代 | 酒呑童子 （KUDO&高梨将弘&坂口征夫）                                                     | 7        | 2        | 2017年12月10日 | 博多スターレーン                                   |
| 第33代 | 梅田公太&上野勇希&竹田光珠                                                              | 1        | 1        | 2018年3月25日  | 両国国技館                                         |
| 第34代 | ALLOUT （竹下幸之介&彰人&勝俣瞬馬）                                                     | 2        | 1        | 2018年6月24日  | 後楽園ホール 返上                                  |
| 第35代 | DAMNATION （高尾蒼馬&遠藤哲哉&マッド・ポーリー）                                        | 1        | 1        | 2018年9月4日   | 新木場1stRING KUDO&高梨将弘&坂口征夫               |
| 第36代 | #STRONGHEARTS （CIMA&T-Hawk&トアン・イーナン）                                          | 1        | 0        | 2018年10月28日 | 後楽園ホール                                       |
| 第37代 | ALLOUT （竹下幸之介&彰人&飯野雄貴）                                                     | 1        | 2        | 2019年1月3日   | 後楽園ホール                                       |
| 第38代 | 里村明衣子&DASH・チサコ&橋本千紘                                                        | 1        | 1        | 2019年3月21日  | 後楽園ホール                                       |
| 第39代 | ALLOUT （竹下幸之介&勝俣瞬馬&飯野雄貴）                                                 | 1        | 3        | 2019年6月24日  | 新木場1stRING                                      |
| 第40代 | #DAMNHEARTS （遠藤哲哉&T-Hawk&エル・リンダマン）                                        | 1        | 2        | 2020年3月22日  | 金沢流通会館                                       |
| 第41代 | Eruption （樋口和貞&坂口征夫&赤井沙希）                                                 | 1        | 3        | 2020年6月20日  | 新宿FACE                                           |
| 第42代 | 翔太&彰人&平田一喜                                                                      | 1        | 2        | 2020年11月14日 | DDT TV SHOWスタジオ                                |
| 第43代 | DAMNATION （火野裕士&高尾蒼馬&遠藤哲哉）                                                | 1        | 3        | 2021年3月14日  | 後楽園ホール 返上                                  |
| 第44代 | フェロモンズ （男色"ダンディ"ディーノ&飯野"セクシー"雄貴&今成"ファンタスティック"夢人） | 1        | 2        | 2021年11月3日  | 大田区総合体育館 高木三四郎&青木真也&岡田佑介      |
| 第45代 | DAMNATION T.A （佐々木大輔&藤田ミノル&MJポー）                                          | 1        | 0        | 2022年4月10日  | 後楽園ホール 返上                                  |
| 第46代 | DAMNATION T.A （佐々木大輔&KANON&MJポー）                                               | 1        | 2        | 2022年5月22日  | 後楽園ホール 樋口和貞&坂口征夫&岡谷英樹            |
| 第47代 | Ω （大石真翔&旭志織&火野裕士）                                                          | 1        | 0        | 2022年10月8日  | TKPガーデンシティ千葉                              |
| 第48代 | 土井成樹&大鷲透&平田一喜                                                                | 1        | 0        | 2022年11月12日 | 大阪府立体育会館第2競技場                          |
| 第49代 | BURNING （遠藤哲哉&鈴木鼓太郎&岡田佑介）                                                | 1        | 1        | 2022年12月29日 | TOKYO DOME CITY HALL                               |
| 第50代 | 青木真也&上野勇希&スーパー・ササダンゴ・マシン                                          | 1        | 1        | 2023年2月26日  | 後楽園ホール                                       |
| 第51代 | ハリマオ （樋口和貞&中津良太&石田有輝）                                                 | 1        | 0        | 2023年5月14日  | TKPガーデンシティ千葉                              |
| 第52代 | Eruption （坂口征夫&赤井沙希&岡谷英樹）                                                 | 1        | 5        | 2023年7月23日  | 両国国技館 返上                                    |
| 第53代 | D・O・A （秋山準&男色ディーノ&大石真翔）                                                | 1        | 4        | 2023年11月16日 | 新宿FACE MAO&上野勇希&小嶋斗偉                     |
| 第54代 | DAMNATION T.A （佐々木大輔&KANON&MJポー）                                               | 2        | 0        | 2024年4月26日  | 墨田区総合体育館                                   |
| 第55代 | スマイルスカッシュ （HARASHIMA&ヤス・ウラノ&彰人）                                      | 1        | 0        | 2024年6月5日   | 新宿FACE                                           |
| 第56代 | DAMNATION T.A （佐々木大輔&KANON&MJポー）                                               | 3        | 6        | 2024年7月21日  | 両国国技館 返上                                    |
| 第57代 | NωAJr. (勝俣瞬馬&夢虹&須見和馬)                                                         | 1        | 0        | 2025年3月20日  | 後楽園ホール、樋口和貞&中津良太&石田有輝           |
| 第58代 | DAMNATION T.A （佐々木大輔&岡谷英樹&イルシオン）                                        | 1        | 1        | 2025年4月26日  | 札幌サンプラザ                                     |

## 主な記録
- 最多戴冠者 : 7回 - KUDO&高梨将弘&坂口征夫（第10、12、16、18、27、30、32代）
- 最多戴冠回数 : 7回 - KUDO&高梨将弘&坂口征夫（第10、12、16、18、27、30、32代）
- 最多連続防衛 : 6回 - 佐々木大輔&MJポー&KANON（第56代）
- 最多通算防衛 : 9回 - 入江茂弘&石井慧介&高尾蒼馬